# 新潟県立万代島美術館
新潟県立万代島美術館（にいがたけんりつ ばんだいじまびじゅつかん）は、新潟県新潟市中央区万代島の、朱鷺メッセ内に所在する美術館。新潟県が所有且つ運営管理を行っている。

## 概要
長岡市に所在する新潟県立近代美術館の分館として2003年（平成15年）7月12日、同年開業した朱鷺メッセの万代島ビル5階に開館した。
両館とも信濃川の河畔に立地しているが、「自然と触れ合う美術の森」を標榜する近代美術館に対し、中央区中心部の新潟港西港区（新潟西港）に位置する当館では「都市型の美術館」として、主に1945年以降の第二次世界大戦後の作品を中心とした近現代美術と、近隣アジア諸国の美術に特化した展示が行われている。
約6,000点に及ぶ県の収蔵美術品は両館で共有している。これらを基にした所蔵品展が実施されているほか、国内外の様々なジャンルに及ぶ芸術を取り上げた企画展が実施されている。なお当館では企画展と所蔵品展を入れ替えながら展示する運営方針をとっているため、常設展は実施していない。